# Voorzitter van de Caricom
De voorzitter van de Caricom (Caribische Gemeenschap) vertegenwoordigt het hoogste gezag van de uitvoerende macht van de organisatie. De voorzitter is een regeringsleider van een lidstaat en zit voor een termijn van zes maanden de conferenties voor die de verschillende regeringshoofden. Hij is de voorzitter van de conferentie van regeringshoofden van de Caricom.
Het voorzitterschap wordt beurtelings uitgeoefend door een regeringsleider van elke lidstaat. Zijn rol is in wezen symbolisch en ceremonieel, de lopende zaken van Caricom worden behandeld door de secretaris-generaal – die in principe is gekozen voor vijf jaar – en zijn kabinet.